# Pierre Kaan
Pour les articles homonymes, voir Kaan.
Pierre Kaan, né le 10 janvier 1903 à Paris et mort le 18 mai 1945 à l'hôpital de České Budějovice des suites de sa déportation à Buchenwald, est un professeur de philosophie, militant marxiste, et résistant français.

## Biographie
Son père Paul est représentant en librairie et sa mère Renée née DÉNARD est institutrice. Son père est juif et sa mère est catholique et fait baptiser Pierre. Pierre Kaan suit des études de philosophie. Il soutient un Diplôme d'études supérieures sur Nietzsche en 1923, puis devient professeur de philosophie. Il adhère à la SFIO en 1919, et à la suite de la scission de 1920 rejoint la SFIC (futur Parti communiste). Il est repéré par Boris Souvarine, qui le fait entrer à la rédaction de L'Humanité.
À partir du milieu des années 1920, il s'oppose aux orientations de la direction du Parti, et quitte finalement le PC en 1929 pour rejoindre le groupe communiste de Boris Souvarine, qui devient en 1930 le Cercle communiste démocratique. Il participe au Bulletin communiste et à La Critique sociale.
En juin 1940, il tente de gagner l'Angleterre, échoue, puis commence des actions de résistance à Montluçon. Membre de Libération-Sud, il doit changer plusieurs fois de pseudonyme : il sera ainsi Dupin, Brulard, ou Biran. Le 6 janvier 1943, il organise une manifestation à Montluçon pour empêcher le départ d'un train du STO. Proche de Jean Moulin, il participe à l'unification des différents mouvements de résistance que refuse Libération-Nord. C'est dans ce cadre qu'il rencontre Daniel Cordier et qu'ils travaillent quotidiennement ensemble, avec une sympathise mutuelle, de mars 1943 à son arrestation ; Cordier a écrit que « connaître Pierre Kaan a été une chance et une richesse ». Il introduit son frère cadet, André, professeur de philosophie au lycée de Saint-Quentin, dans le réseau Cohors, branche armée de Libération-Nord que dirige Jean Cavaillès, lequel est favorable à l'unification.
Arrêté le 29 décembre 1943 par la Gestapo, il est torturé, puis déporté à Buchenwald, et enfin au Kommando de Gleina. Libéré par des antifascistes tchèques, il meurt quelques jours après, le 18 mai 1945.

## Œuvres
- Compte-rendu « Le Problème Juif, par Georges Batault » dans La Revue Juive, no  4, juillet 1925.
- « Dogme et vérité », « À propos des lettres de Sorel » et « Matérialisme et communisme », dans La Critique Sociale, 1931-1933.
- La logique de l'irrationalisme, in La liberté de l'esprit, Visages de la Résistance, édité par François Georges, La manufacture, 1987.

## Sources
- Dictionnaire biographique du mouvement ouvrier français, tome 32.
- La Critique sociale : 1931-1934, sous la dir. de Boris Souvarine, Paris, Ed. de la Différence, 1983.
- Des années trente. Groupes et ruptures : actes du colloque, 5-7 mai 1983, Paris, Éd. du CNRS, 1985.
- Boris Souvarine et "La critique sociale", sous la dir. d'Anne Roche, Paris, Éd. la Découverte, 1990.
- Notice par le Musée de la Résistance en ligne